# 古典芸能入門
『古典芸能入門』（こてんげいのうにゅうもん）は、NHK教育テレビで1980年4月14日から1988年10月28日まで放送された中学校向け教育番組である。初年度のタイトルは『日本の古典芸能』であった。

## 概要
狂言、能（謡曲）、歌舞伎、文楽の代表的な作品を選び、舞台の鑑賞を中心に構成した。作品の紹介にあたり、それらの芸能が起こり栄えた時代背景も説明され、幅広い知識が得られるように配慮されていた。
狂言の回は、京都観世会館から中継録画を行い、解説は大蔵流の茂山千之丞が行った。

## 放送時間
- 1980年度：月曜日 15:00 - 15:20（「中学校特別シリーズ」）

## 放送リスト
| 初回放送日    | サブタイトル              |
| ------------- | ------------------------- |
| 1980年4月14日 | 狂言 〜附子〜             |
| 1980年4月21日 | 狂言 〜柿山伏〜           |
| 1980年4月28日 | 能 〜羽衣〜               |
| 1980年5月12日 | 歌舞伎 〜勧進帳〜         |
| 1980年5月19日 | 文楽 〜三十三間堂棟由来〜 |

## 関連番組
- 中学校特別シリーズ